# Aulus Hirtius
Aulus Hirtius (Kr. e. 90 körül – Mutina, Kr. e. 43. április 21.) római consul, Julius Caesar tisztje, politikus, történetíró volt.

## Élete
Kr. e. 54 körül lett Caesar legatusa, Kr. e. 50-ben urát képviselte Pompeiusnál. A polgárháború éveiben Hispaniában szolgált, Kr. e. 48-ban tribunus lehetett, Kr. e. 47-ben pedig Antiochiában tevékenykedett. Kr. e. 46-ban praetorként szolgált, a következő évben pedig Gallia Transalpina helytartója lett. Caesar Caius Vibius Pansával együtt jelölte ki Kr. e. 43. consuljának.
Caesar meggyilkolása után eleinte Marcus Antonius – Kr. e. 44. consulja – pártján állt, majd jó barátja, Cicero hatására átállt a republikánusok oldalára. Kr. e. 43-ban Caesar akarata szerint consul lett, és haddal vonult Antonius ellen, aki éppen Mutinát (Modena) ostromolta, mivel a republikánus helytartó, Decimus Iunius Brutus Albinus nem volt hajlandó átadni neki Gallia Cisalpina provinciát, helyette a tartomány fővárosában elsáncolta magát.
A két tűz közé került Antoniust legyőzték, azonban a harcban mindkét consul elesett. Hirtius április 21-én, a mutinai csatában halt meg. Hirtius és Pansa halálával a vezetés a fiatal és energikus Octavianus kezébe került, aki propraetori minőségben a két főtisztviselővel közösen vezette a hadjáratot.

## Munkássága
Hirtius írta meg Caesar művének, a Galliai háborúnak VIII. könyvét, mely Kr. e. 51 és 50 eseményeit taglalja, és talán ő az Alexandriai háború alkotója. Az ókorban úgy hitték, hogy az Africai háború és a Hispaniai háború is a nevéhez kötődik, de ez utóbbiak megírásában valószínűleg csak szerkesztőként vett részt. Hirtius és Cicero 9 kötetnyi levelezése, melyet már az ókorban kiadtak, sajnos nem maradt fenn, hasonlóan Anticato című, az ifjabb Cato ellen írt pamfletjéhez.

## Magyarul
- Caius Iulius Caesar: A gall háború; kieg. Aulus Hirtius Pansa, ford. Szepessy Tibor, jegyz. Boronkay Iván; Európa, Bp., 1964